# Kronprinsessan Victorias och Prins Daniels bröllopsminnesmedalj
Kronprinsessan Victorias och Prins Daniels bröllopsminnesmedalj, formellt H.M. Konungens minnesmedalj med anledning av H.K.H. Kronprinsessan Victorias och herr Daniel Westlings bröllop, är en minnesmedalj till minne av Kronprinsessbröllopet 19 juni 2010.

## Bakgrund
Bröllopsminnesmedalj instiftades i Hovprotokoll den 8 juni 2010 och delades ut i samband med bröllopet 19 juni 2010. Uppdraget att prägla medaljerna gick till Myntverket och totalt tillverkades 1050 exemplar.

## Kriterier
Medaljen tilldelades medlemmar av den kungliga familjen och familjen Westling, en del bröllopsgäster, anställda vid Kungliga Hovstaterna samt övriga förtjänta. Ett unikt exemplar i 18 karat guld gavs till organisatören för bröllopet, H.M. Konungens stabschef Håkan Pettersson.

## Utformning
Medaljen är utformad av Vladimir A. Sagerlund (åtsidan) samt Annie Winblad Jakubowski (frånsidan) och är av åttonde storleken. På åtsidan syns DD.KK.HH. Kronprinsessan och Prins Daniels gemensamma monogram och på frånsidan finns porträtt på de båda. Medaljen är tillverkad i sterlingsilver och bärs i Serafimerordens ljusblå band.

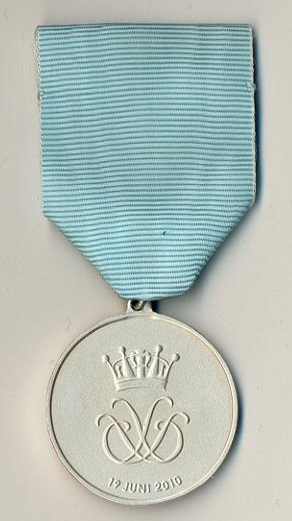
Medalj, åtsida.
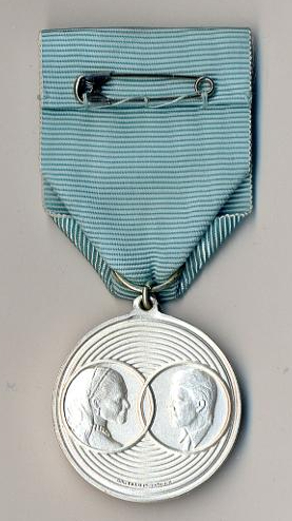
Medalj, frånsida.

## Bärandeordning
Medaljen är ett kungligt minnestecken och ska således bäras efter Serafimerorden och svenska krigsdekorationer men före kungliga medaljer och de resterande kungliga riddarordnarna. Hur medaljen ska bäras tillsammans med andra kungliga minnestecken råder det skilda åsikter kring. Försvarsmakten menar att bröllopsminnesmedaljen ska vara efter Konung Carl XVI Gustafs jubileumsminnestecken men före Konung Carl XVI Gustafs jubileumsminnestecken II, medan Kungl. Maj:ts Orden menar att tvärsom gäller.

## Mottagare i urval

### Bröllopsminnesmedaljen i guld
- Generalmajoren Håkan Petterson.

### Bröllopsminnesmedaljen i silver
- H.M. Drottning Silvia.
- H.K.H. Prins Carl Philip.
- H.K.H. Prinsessan Madeleine.
- Prinsessan Désirée, friherrinnan Silfverschiöld.
- Prinsessan Christina, fru Magnuson.
- Grevinnan Marianne Bernadotte af Wisborg.
- Prins Johann Georg av Hohenzollern-Sigmaringen.
- Författaren Tom C. Bergroth.
- Översten Mats Danielsson.
- Heraldikern Leif Ericsson.
- Juristen Johan Fischerström.
- Historikern Per Nordenvall.
- Brigadgeneralen Peder Ohlsson.
- Generalmajoren Lena Persson Herlitz.
- Professorn emeritus Staffan Rosén.
- Konteramiralen Ewa Skoog Haslum.
- Brigadgeneralen Laura Swaan Wrede.
- Överhovmästarinnan, grevinnan Alice Trolle-Wachtmeister.